# Atrocetomique
Albums de Les Colocs
Les Colocs
(1993) Dehors novembre
(1998)
Singles
Atrocetomique est le deuxième album du groupe musical québécois Les Colocs, sorti en 1995. C'est officiellement un album mi-studio, mi-live, mais toutes les chansons furent en fait enregistrées en concert, soit ceux des 19 et 20 mai 1995 au Spectrum de Montréal. Le deuxième disque contient essentiellement les chansons du premier album du groupe, Les Colocs, remaniées pour la scène, avec de nouveaux arrangements.
Cet album fut mis en vente le 30 octobre 1995, soit à la même date que le référendum sur la souveraineté du Québec. André Fortin était en effet ouvertement souverainiste et un militant important de cette cause, l'échec du référendum a été un coup très dur pour le chanteur.

## Liste des chansons
| 1.  | La chanson du Scorpion                       | André Fortin                                 | André Fortin  | 2:50 |
| 2.  | Bonyeu                                       | André Fortin, Alan Lord                      | André Fortin  | 3:15 |
| 3.  | La p'tite bebitte                            | André Fortin                                 | André Fortin  | 2:43 |
| 4.  | Ain't Givin' Up                              | Mike Sawatzky                                | Mike Sawatzky | 4:10 |
| 5.  | J'ai pas compris                             | André Fortin                                 | André Fortin  | 3:02 |
| 6.  | Atrocetomique                                | André Fortin                                 | André Fortin  | 5:00 |
| 7.  | On va crever en attendant l'été (ou l'hiver) | André Fortin                                 | André Fortin  | 3:00 |
| 8.  | Tout l'monde                                 | Serge Robert                                 | Serge Robert  | 2:20 |
| 9.  | Hého                                         | André Fortin, Guy Lapointe                   | André Fortin  | 3:00 |
| 10. | Luvla Girl                                   | Mike Sawatzky                                | Mike Sawatzky | 4:50 |
| 11. | Hong Kong Blues                              | Hoagy Carmichael                             | André Fortin  | 4:33 |
| 12. | Prends tes bagages                           | André Fortin, Mike Sawatzky, Jimmy Bourgoing | André Fortin  | 4:02 |

| 1.  | Julie                                                     | André Fortin                                 | André Fortin | 4:25 |
| 2.  | Le Roi d'Angleterre                                       | Nino Ferrer                                  | André Fortin | 2:39 |
| 3.  | La Rue Principale                                         | André Fortin, Nicole Bélanger                | André Fortin | 5:47 |
| 4.  | Dédé                                                      | André Fortin, Guy Lapointe                   | André Fortin | 3:15 |
| 5.  | Je chante comme une casserole                             | Serge Robert                                 | Serge Robert | 5:17 |
| 6.  | Séropositif Boogie                                        | Patrick Esposito Di Napoli                   | André Fortin | 7:18 |
| 7.  | Juste une p'tite nuite                                    | André Fortin, Mike Sawatzky                  | André Fortin | 4:19 |
| 8.  | Maudit qu'le monde est beau                               | André Fortin, Mike Sawatzky                  | André Fortin | 4:35 |
| 9.  | Mauvais caractère                                         | André Fortin, Nicole Bélanger, Mike Sawatzky | André Fortin | 4:55 |
| 10. | La traversée                                              | André Fortin                                 | André Fortin | 4:25 |
| 11. | Passe-moé la puck                                         | André Fortin                                 | André Fortin | 3:22 |
| 12. | Le Pouding à l'arsenic (inclut J'suis snob de Boris Vian) | Gérard Calvi                                 | André Fortin | 8:00 |

## Interprètes
- André Fortin – chant, claquettes, guitare électrique, batterie
- Mike Sawatzky – chant, guitare électrique, saxophone, harmonica
- Serge Robert – chant, guitare basse, contrebasse
- Jimmy Bourgoing – chant, batterie, percussions
- Benoît Gagné – trombone, chœurs
- Benoît Piché – trompette, chœurs
- Guy Bélanger – harmonica